# Courthézon
Courthézon is een gemeente in het Franse departement Vaucluse (regio Provence-Alpes-Côte d'Azur) en telt 5364 inwoners (1999). De plaats maakt deel uit van het arrondissement Avignon.

## Geografie
De oppervlakte van Courthézon bedraagt 32,7 km², de bevolkingsdichtheid is 164,0 inwoners per km².
De onderstaande kaart toont de ligging van Courthézon met de belangrijkste infrastructuur en aangrenzende gemeenten.

## Demografie
Onderstaande figuur toont het verloop van het inwonertal (bron: INSEE-tellingen).